# Denis Lapière

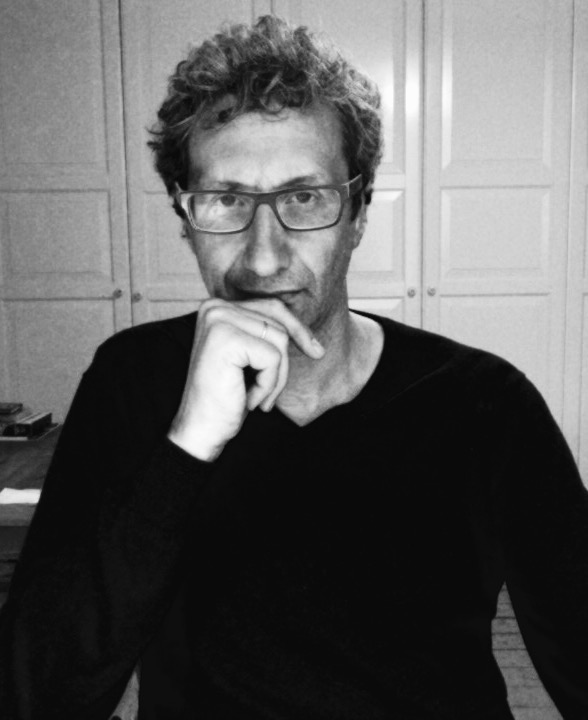
Denis Lapiere (2016)

Denis Lapiere (* 8. August 1958 in Namur, Belgien) ist ein belgischer Comicautor.

## Leben und Wirken
Nach einem Soziologiestudium in Louvain-La-Neuve gründete Lapiere in den 1980er-Jahren einen Comic-Fachhandel in Charleroi. Über diese Tätigkeit machte er sich mit der Comicszene vertraut und knüpfte erste Kontakte zu Comic-Schaffenden. Über eine Bekanntschaft mit dem Comiczeichner Will lernte er dessen Sohn Eric Maltaite kennen, der seine ersten Szenarien zeichnerisch umsetzte und im Magazin Spirou veröffentlichte.
Im Jahr 1987 brachte er – ebenfalls mit Eric Maltaite als Zeichner – Mono Jim in L’Echo de Savannes heraus. In den nächsten Jahren schrieb er Szenarien für eine Vielzahl von Autoren, die das gesamte Spektrum zeitgenössischer Comics von One Shots für Erwachsene bis zu humorvollen Serien für Kinder abdecken, unter anderem Peter Pluut (Jerry et Line), Jean-Philippe Stassen (Bahamas, Bullwhite), Olivier Wozniak (Alice et Léopold), Michel Constant (Mauro Caldi) und Magda (Charly). Im Jahr 1991 übernahm er mit Alain Sikorski die klassische Detektiv-Reihe Tif et Tondu (dt.: Harry und Platte) von Will und Stephen Desberg. Nach der abschließenden Geschichte von Tif und Tondu setzten Lapière und Sikorski ihre Arbeit im Detektiv-Genre mit der Reihe La Clé du Mystère (2000) fort. 
Lapière brachte 1992 mit dem Zeichner Jean-Philippe Stassen Le Bar du Vieux Français für die Dupuis-Sammlung Aire Libre heraus. Für Spirou entstand in Zusammenarbeit mit Pierre Bailly und Vincent Mathy die Jugend-Reihe Ludo. 
In den folgenden Jahren verwirklichte er Alben mit Gilles Mezzomo (Luka, 1996), Chauzy, (Clara, 1999), Rubén Pellejero (Un Peu de Fumée Bleue, 2000) und Christian Durieux (Oscar). Weitere Alben erschienen unter vom Autor bislang nicht preisgegebenen Pseudonymen (bekannt ist z. B. „Delaney“).
Lapière hat mehrere Preise für seine Arbeiten gewonnen, unter anderem den Comic-Preis des Festivals von Durbuy im Jahr 1992 und den „Coup de Cœur“ in Angoulême (1993) – beide für Le Bar du vieux français. Im Jahr 1996 wurde La Saison des Anguilles (gezeichnet von Pierre Bailly) auf dem Festival von Charleroi prämiert. Der 2010 veröffentlichte One Shot Die schwarze Seite (dt. 2011 bei Salleck), den Lapière mit Frank Giroud zusammen geschrieben hatte und der von Ralph Meyer gezeichnet wurde, wurde 2011 mit dem Prix Diagonale als bestes Album ausgezeichnet.
Denis Lapière lebt mit seiner Frau und drei Kindern in der Nähe von Lüttich.

## Veröffentlichungen auf Deutsch
Die folgende Aufzählung erfolgt in der Reihenfolge ihrer Erscheinung in Deutschland, was nicht notwendig mit der Reihenfolge der Erscheinung der Bände in Frankreich übereinstimmt:
- Mono Jim 1 (Carlsen, 1989)[6]
- Bahamas (Alpha, 1992)
- Luka 1 + 2 (Kombinat, 2002–2003)
- Die schwarze Seite (Salleck, 2011)
- Mauro Caldi 1–7 (Salleck, 2012–?)
- Charly (Salleck, 2013)
- Michel Vaillant (Nouvelle Saison / 2. Staffel; Zack Edition, seit 2014)
- Der Treck (Jacoby & Stuart, 2016)
- Martin Eden (nach Jack London; Knesebeck, 2017)
- Der Mann, der vorbeizieht (Zeichnungen: Dany; Kult Comics, 2021)
- Michel Vaillant Legenden (Zack Edition, seit 2023)